# Mitt liv
"Mitt liv" ("Minha vida") foi a canção que representou a Noruega no Festival Eurovisão da Canção 1987, interpretada em  norueguês por Kate Gulbrandsen. A canção tinha letra de  Rolf Løvland, Hanne Krogh; música de Rolf Løvland  e foi orquestrada por Terje Fjærn.
A canção é uma balada, na qual Kate canta sobre os sentimentos perante a sua vida. Ela canta que precisa de tomar responsabilidade sobre isso, se bem que pareça hesitante em o fazer. 
A canção norueguesa foi a primeira a ser interpretada em Bruxelas, antes da canção israelita "Shir habatlanim"  interpretada por  Datner & Kushnir . A canção norueguesa terminou em nono lugar (entre 22 países), recebendo um total de 65 pontos. 